# Aeropuerto Internacional de Tan Son Nhat

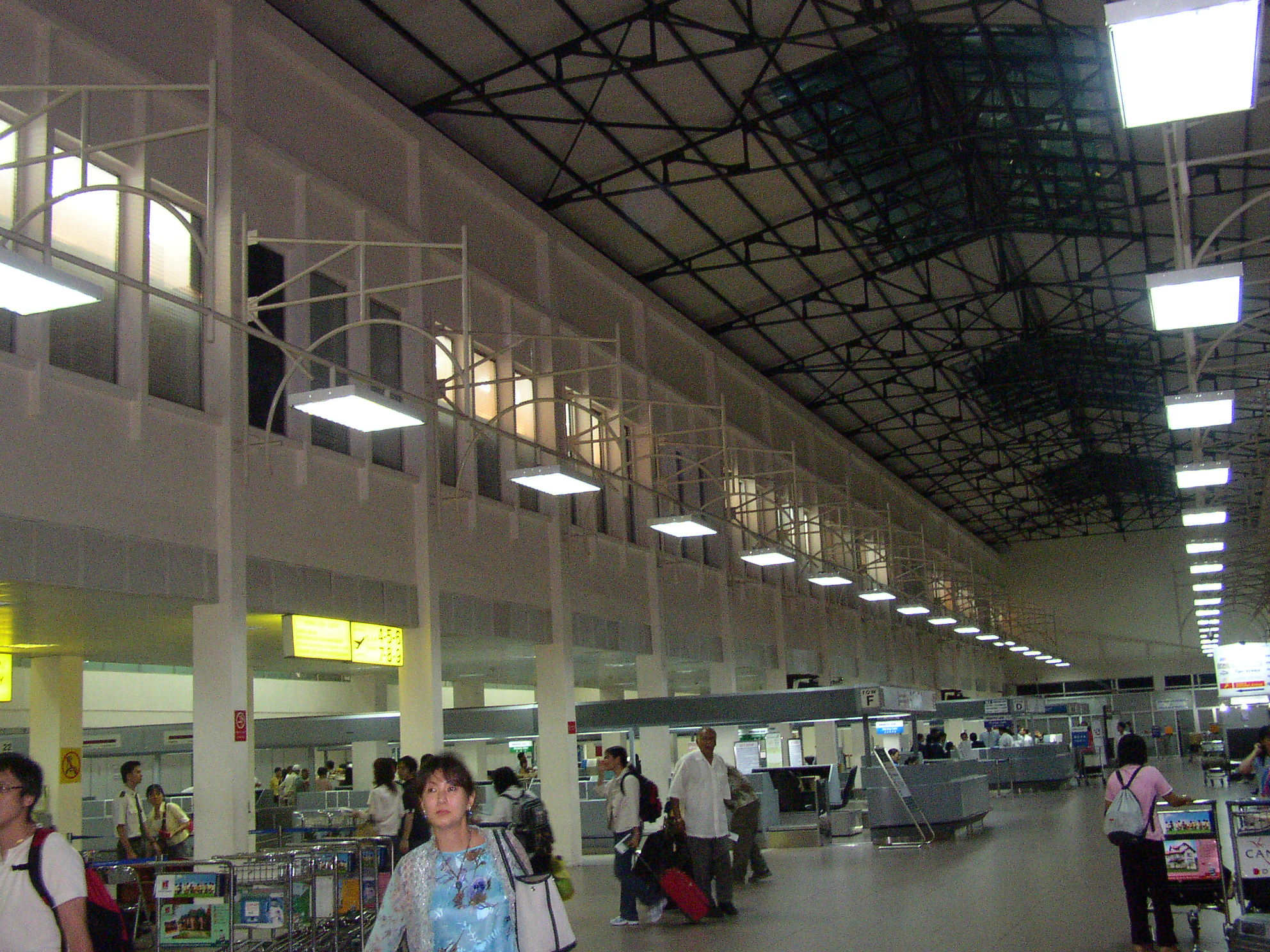
Terminal Doméstica, Aeropuerto Internacional Tan Son Nhat

El Aeropuerto Internacional Tan Son Nhat (IATA: SGN, OACI: VVTS) (en vietnamita: Sân bay Quốc tế Tân Sơn Nhất) es el aeropuerto internacional de Vietnam más grande en términos de superficie, que posee 800 hectáreas en comparación con las 650 hectáreas del Aeropuerto Internacional Noi Bai y del Aeropuerto Internacional de Da Nang) y en términos de capacidad (con una capacidad de 15-17 millones de pasajeros al año, comparado con los 6 millones de capacidad del aeropuerto Noi Bai y la capacidad de 2 millones de pasajeros anuales del aeropuerto Da Nang) y también es el aeropuerto más grande del país en término de pasajeros (con algo más de 11 millones de pasajeros en 2007, más de la mitad de los que pasaron por los aeropuertos de Vietnam), da servicio a la Ciudad de Ho Chi Minh en particular y a Dong Nam Bo en general, al sur de Vietnam. Su código IATA, SGN, procede del nombre de Saigón, antiguo nombre de la ciudad.

## Historia
El Aeropuerto Internacional Tan Son Nhat tiene su origen a comienzos de la década de los 30, cuando el gobierno de la colonia francesa construyó un aeropuerto sin pavimento conocido como Campo de Vuelo Tân Sơn Nhất en el pueblo de Tan Son Nhat. A mediados de 1956 la ayuda extranjera de los Estados Unidos permitió construir una pista de 7200 pies y la instalación se convirtió en el aeropuerto internacional South Vietnam. Durante la guerra de Vietnam (o Segunda Guerra Indochina), la base aérea Tan Son Nhut (entonces utilizando el nombre alternativo Tân Sơn Nhứt) fue una importante instalación tanto para los Estados Unidos como para la Fuerza Aérea Vietnamita del Sur. Antes de 1975, el aeropuerto internacional Tan Son Nhat era una de las bases aéreas más utilizada del mundo. Durante los últimos días de Vietnam del Sur, el aeropuerto fue bombardeado por los norvietnamitas y por el Vietcong obligando a los estadounidenses evacuarse mediante helicópteros antes de que Saigón cayera.
El 9 de diciembre de 2004, United Airlines se convirtió en la primera aerolínea estadounidense en volar a Vietnam desde que Pan Am efectuase vuelos por última vez durante la caída de Saigón. El vuelo UA869 (un Boeing 747-400) aterrizó en Ho Chi Minh, como continuación del vuelo de United de San Francisco a Hong Kong. El vuelo cambió de San Francisco a Los Ángeles con parada en Hong Kong como UA 867 (también con un Boeing 747-400) el 29 de octubre de 2006. En 2006, el aeropuerto atendió a unos 8.5 millones de pasajeros (comparado con los 7 millones de pasajeros de 2005) con 64.000 operaciones. El aeropuerto Tan Son Nhat cuenta con aproximadamente dos tercios de los vuelos internacionales en los aeropuertos de Vietnam.
Debido al incremento de la demanda (sobre el 15%-20% al año), el aeropuerto se ve sometido a constantes ampliaciones por Southern Airports Authority.
El aeropuerto atiendió a 13 millones de pasajeros en 2008 comparado con los 11 millones de pasajeros de 2007. De acuerdo con el nuevo plan de ampliación del gobierno vietnamita, el aeropuerto internacional Tan Son Nhat será ampliado para posibilitar la creación de instalaciones y espacio para el aterrizaje de 70 aeronaves en 2015 y atender a 23.5 millones de pasajeros y 600,000 toneladas de cargo al año.

## Nueva terminal internacional

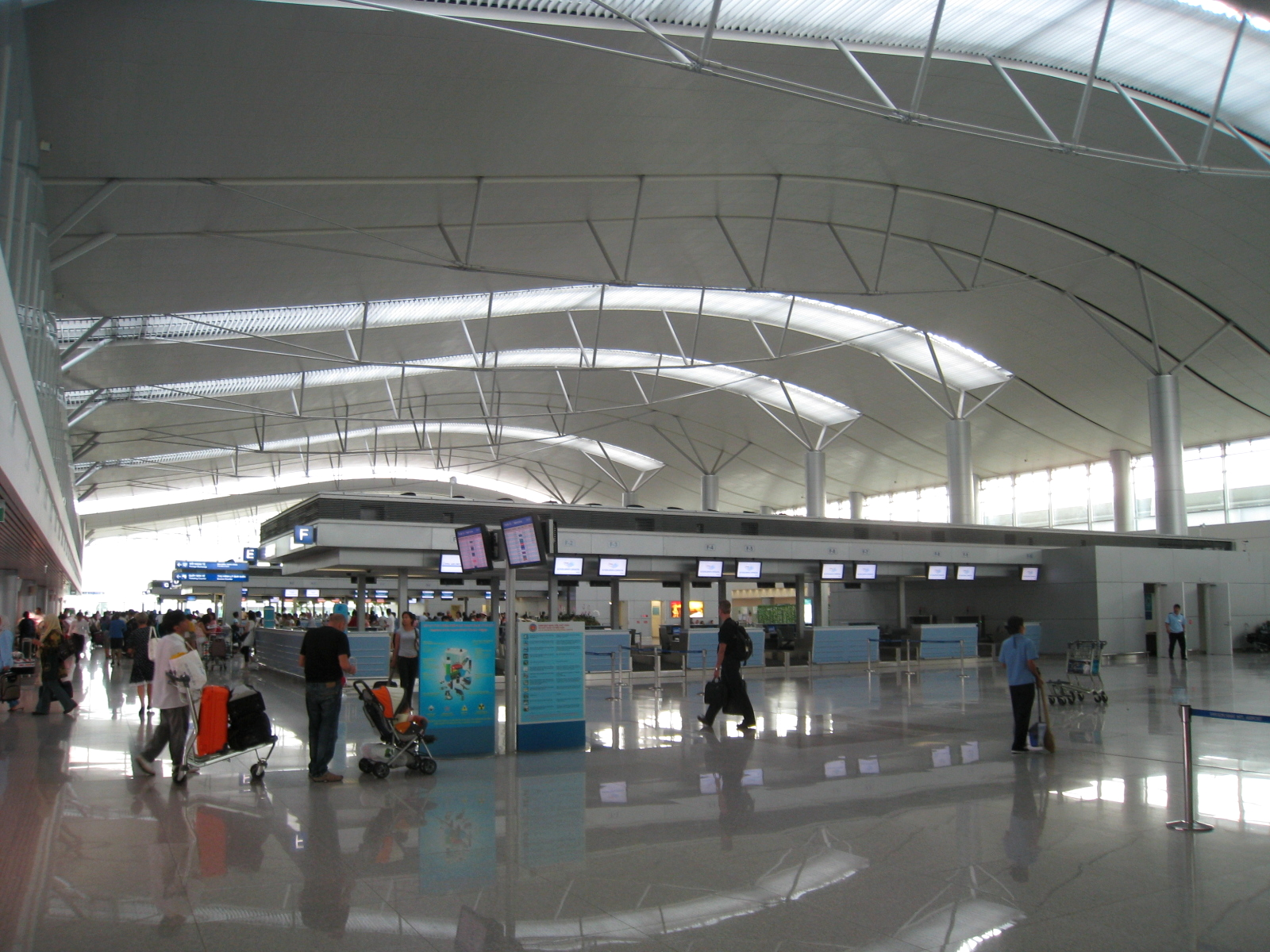
Mostradores de facturación de la terminal internacional de Tan Son Nhat

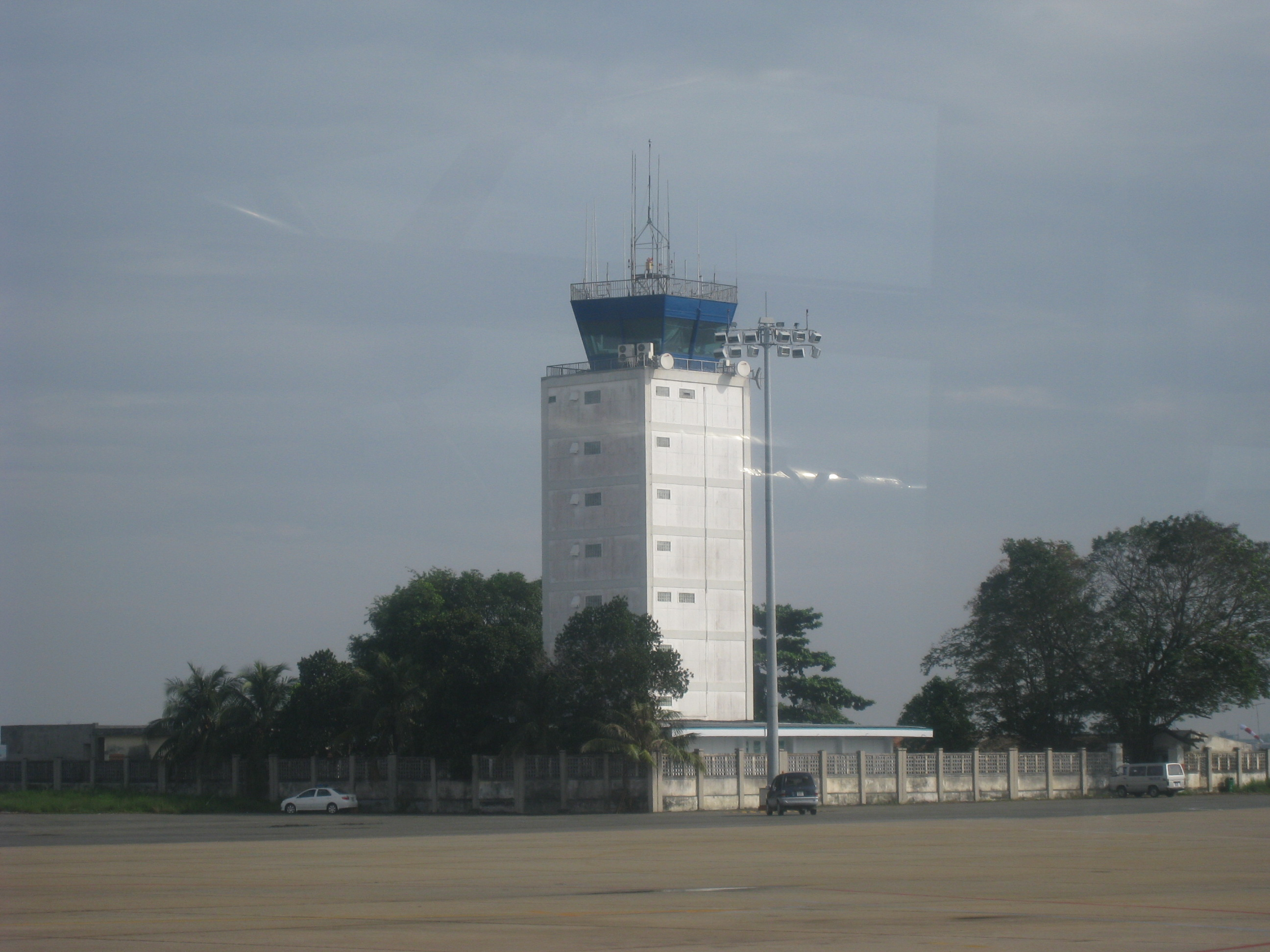
Torre de control del tráfico aéreo en el aeropuerto internacional Tan Son Nhat

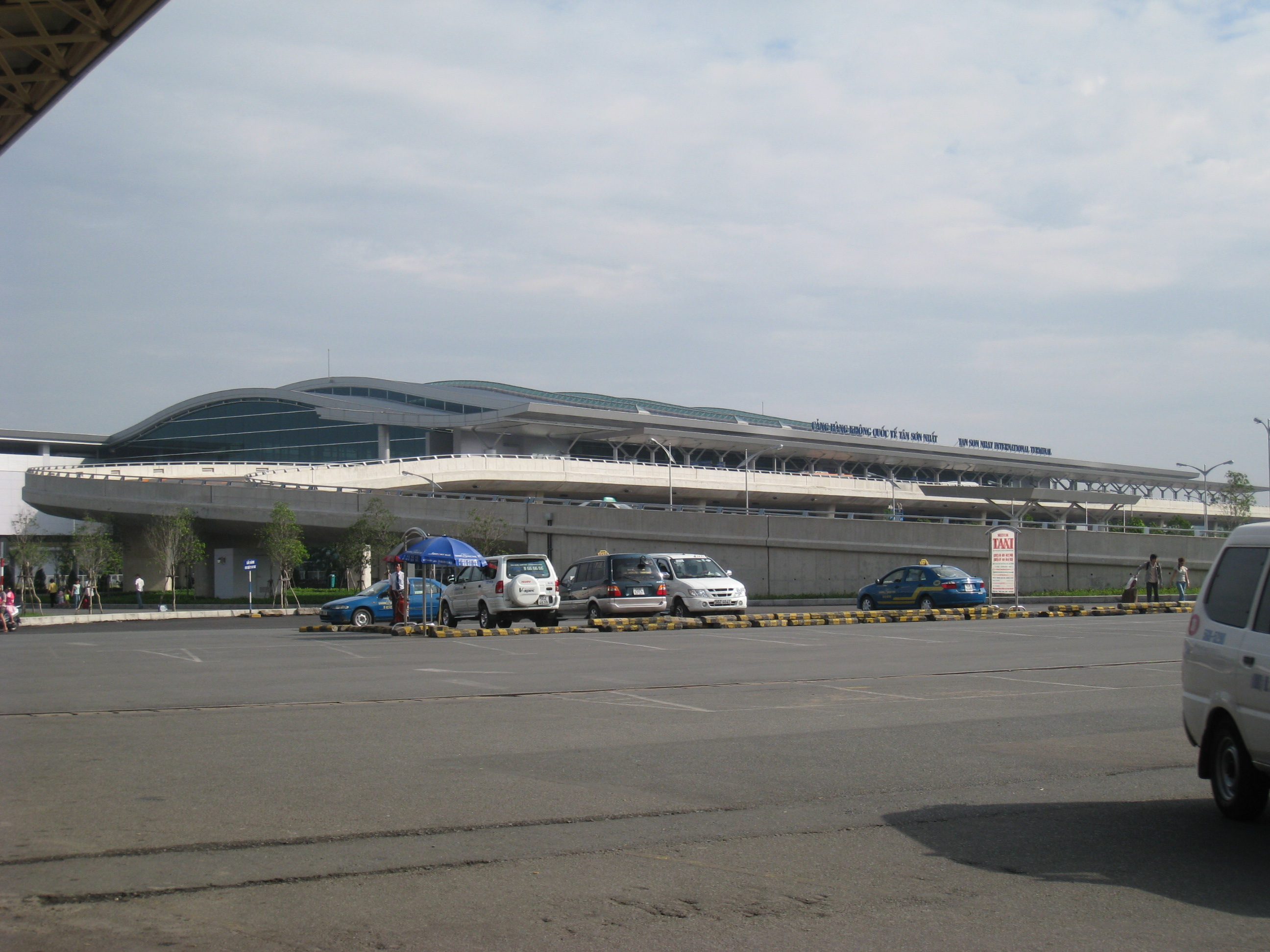
Vista frontal de la terminal internacional del aeropuerto internacional Tan Son Nhat

Una nueva terminal internacional fue fundada por la japonesa ODA y construida por un consorcio de cuatro contratistas japoneses (KTOM, abreviación del nombre de los 4 contratistas: Kajima - Taisei - Obayashi - Maeda), abierta en septiembre de 2007 y que tiene una capacidad de 8 a 10 millones de pasajeros al año, dotando al aeropuerto de una capacidad total de 15 a 17 millones de pasajeros al año. La antigua terminal es ahora utilizada para vuelos de cabotaje en exclusiva. Después de 2015, cuando esté terminado el Aeropuerto Internacional Long Thanh, Tan Son Nhat será utilizado únicamente para pasajeros domésticos.
La terminal internacional permanece abierta las 24 horas del día.

## Instalaciones
Después de la apertura de la nueva terminal internacional en septiembre de 2007, Tan Son Nhat cuenta con dos edificios terminales con secciones independientes para vuelos internacionales y domésticos. Cuatro posiciones de estacionamiento fueron añadidos a finales de los 90 con el fin de evitar que los aviones aparcasen lejos de la terminal y los pasajeros tuviesen que coger autobuses hacia/desde la terminal. La capacidad de la antigua terminal, a máximo uso, sería de 8 millones de pasajeros al año.
El primer ministro de Vietnam por la Ley 1646/TTg-NN aprobó el aumento en 30 hectáreas de terrenos adyacentes para ampliar la plataforma y construir una terminal de carga debido al rápido incremento de pasajeros (que superó los 11 millones en 2007 y espera alcanzar los 17 millones en 2010, comparado con los 7 millones y los 8.5 millones en 2005 y 2006 respectivamente) y el volumen de carga en este aeropuerto
Tanto las llegadas como las salidas se dividen entre las dos plantas.

### Llegadas
Los pasajeros que llegan desembarcan por los fingers, si bien algunos vuelos pueden quedar estacionados lejos de la terminal y requerir una pequeña caminata para llegar al puesto de inmigración localizado en el piso superior. Los puestos de inmigración son utilizados tanto por los residentes ASEAN como los no-ASEAN, quienes deben estar en posesión de un visado antes de llegar, o hacerse con uno en dicho puesto. Hay lavabos y tiendas duty-free disponibles en la sala de equipajes.
Un mostrador de cambio de divisas está situado inmediatamente después de los mostradores de atención al cliente. No hay instalaciones para los que no viajen para entrar en la zona de llegadas y está limitado el número de personas que esperen para encontrarse con alguien a las afueras de la terminal. Es ahí donde los pasajeros pueden tomar un taxi, una moto o un bus al centro de la ciudad.
El bus aeroportuario con aire acondicionado, el número 152, es el método más barato de llegar a la ciudad. Es especialmente útil para los turistas puesto que pasa por la mayoría de los hoteles importantes de las calles De Tham y Dong Khoi.

### Salidas
Solo los pasajeros pueden acceder al interior de la terminal.
Los pasajeros de vuelos de cabotaje entran por el piso inferior donde se encuentran las instalaciones de facturación; mientras que en la nueva terminal internacional, las salidas están en la parte superior. Tan solo se puede acceder con maletas de mano en los controles de seguridad habilitados.
La nueva terminal cuenta con multitud de tiendas y restaurantes, así como con 4 salas business class, una perteneciente a Vietnam Airlines y otra perteneciente a la SkyTeam.

## Aerolíneas y destinos

### Terminal 1 (Nacional)
Todos los vuelos de cabotaje se realizan en la Terminal 1.
- VietJet Air (Da Nang, Hanói, Phu Quoc, Nha Trang, Quy Nhon, Da Lat, Buon Me Thuot, Hue, Dong Hoi, Vinh, Thanh Hoa, Hai Phong)
- Jetstar Pacific Airlines (Da Nang, Hai Phong, Hue, Hanói, Vinh, Dong Hoi, Thanh Hoa, Da Lat, Quy Nhon, Nha Trang, Tuy Hoa)
- Vietnam Airlines (Buon Ma Thuot, Chu Lai, Da Lat, Da Nang, Hai Phong, Hanói, Hue, Nha Trang, Phu Quoc, Pleiku, Qui Nhon, Tuy Hoa, Vinh)
- Vietnam Air Service Company (VASCO) (Ca Mau, Con Dao, Da Nang, Rach Gia, Chu Lai, Tuy Hoa, Qui Nhon)

### Terminal 2 (Internacional)
Todos los vuelos internacionales se realizan en la Terminal 2, que fue abierta en agosto de 2007, y oficialmente inaugurada en diciembre de 2007.
- AirAsia (Kuala Lumpur-Sepang)
  - Thai AirAsia (Bangkok-Suvarnabhumi)
- Air China (Pekín-Capital, Nanning)
- Air France (Bangkok-Suvarnabhumi, París-Charles de Gaulle)
- All Nippon Airways (Tokio-Narita)
- Asiana Airlines (Busán, Seúl-Incheon)
- Bangkok Airways (Bangkok-Suvarnabhumi)
- Cathay Pacific (Hong Kong)
- Cebu Pacific (Manila)
- China Airlines (Taipéi-Taiwán Taoyuan)
- China Eastern Airlines (Shanghái-Pudong)
- China Southern Airlines (Cantón)
- EVA Air (Taipéi-Taiwán Taoyuan)
- Garuda Indonesia (Singapur, Yakarta)
- Hong Kong Airlines (Hong Kong)
- Japan Airlines (Tokio-Narita)
- Jetstar Pacific Airlines (Bangkok-Suvarnabhumi, Siem Riep, Singapur)
- Korean Air (Seúl-Incheon)
- Lion Air (Singapur, Yakarta)
- Lufthansa (Bangkok-Suvarnabhumi, Fráncfort del Meno)
- Malaysia Airlines (Kuala Lumpur-Sepang)
- Mandarin Airlines (Kaohsiung, Taichung)
- Nokair (Bangkok-Don Mueang)
- Northwest Airlines (Tokio-Narita) [comienza el 1 de junio]
- Philippine Airlines (Manila)
- Qantas
  - Jetstar Airways (Darwin, Sídney)
- Qatar Airways (Doha)
- Royal Brunei Airlines (Bandar Seri Begawan)
- Royal Khmer Airlines (Siem Reap)
- Shanghai Airlines (Shanghái-Pudong)
- Shenzhen Airlines (Shenzhen)
- Siem Reap Airways International (Siem Riep)
- Singapore Airlines (Singapur)
- Thai Airways International (Bangkok-Suvarnabhumi)
- Tiger Airways (Singapur)
- Uni Air (Kaohsiung, Taichung)
- Vietnam Airlines (Bangkok-Suvarnabhumi, Pekín-Capital, Busan, Fráncfort del Meno, Fukuoka, Cantón, Hong Kong, Kaohsiung, Kuala Lumpur-Sepang, Melbourne, Moscú-Domodedovo, Nagoya-Centrair, Osaka-Kansai, París-Charles de Gaulle, Nom Pen, San Francisco, Seúl-Incheon, Siem Reap, Singapur, Sídney, Taipéi-Taiwán Taoyuan, Tokio-Narita, Vientiane)
- Viva Macau (Macao)

### Destinos internacionales
| Ciudades por países | Nombre del aeropuerto                                  | Aerolíneas | Aeronaves         | Frecuencias semanales |
| América del Norte   | América del Norte                                      | América del Norte | América del Norte | América del Norte     |
| ------------------- | ------------------------------------------------------ | --- | ----------------- | --------------------- |
| Estados Unidos      |                                                        | |                   |                       |
| Nueva York          | Aeropuerto Internacional John F. Kennedy               | Vietnam Airlines |                   |                       |
| San Francisco       | Aeropuerto Internacional de San Francisco              | Vietnam Airlines |                   |                       |
| Asia                |                                                        | |                   |                       |
| Brunéi              |                                                        | |                   |                       |
| Bandar Seri Begawan | Aeropuerto Internacional de Brunéi                     | Royal Brunei Airlines |                   |                       |
| Bután               |                                                        | |                   |                       |
| Paro                | Aeropuerto Internacional de Paro                       | Druk Air |                   |                       |
| Camboya             |                                                        | |                   |                       |
| Nom Pen             | Aeropuerto Internacional de Nom Pen                    | Cambodia Angkor Air Qatar Airways Vietnam Airlines                                                                                      |                   |                       |
| Siem Reap           | Aeropuerto Internacional de Angkor                     | Cambodia Angkor Air Vietnam Airlines |                   |                       |
| Sihanoukville       | Aeropuerto Internacional de Sihanoukville              | Cambodia Angkor Air |                   |                       |
| China               |                                                        | |                   |                       |
| Changsha            | Aeropuerto Internacional de Changsha-Huanghua          | Xiamen Airlines |                   |                       |
| Chongqing           | Aeropuerto Internacional de Chongqing                  | Chongqing Airlines | A3xx              |                       |
| Chengdú             | Aeropuerto Internacional de Chengdú                    | Vietnam Airlines |                   |                       |
| Guangzhou           | Aeropuerto Internacional de Cantón-Baiyun              | China Southern Airlines Jetstar Pacific Airlines Vietnam Airlines                                                                       | A32xceo           |                       |
| Kunming             | Aeropuerto Internacional de Kunming                    | China Eastern Airlines |                   |                       |
| Nanning             | Aeropuerto Internacional de Nanning                    | Vietnam Airlines Sichuan Airlines |                   |                       |
| Pekín               | Aeropuerto Internacional de Pekín-Capital              | Air China China Southern Airlines |                   |                       |
| Shanghái            | Aeropuerto Internacional Pudong                        | China Eastern Airlines China Southern Airlines Spring Airlines Vietnam Airlines                                                         | A3xx              |                       |
| Shenzhen            | Aeropuerto Internacional de Shenzhen-Bao'an            | China Southern Airlines |                   |                       |
| Wuhan               | Aeropuerto Internacional de Wuhan-Tianhe               | China Southern Airlines |                   |                       |
| Xiamen              | Aeropuerto Internacional de Xiamen-Gaoqi               | Xiamen Airlines |                   |                       |
| Corea del Sur       |                                                        | |                   |                       |
| Busan               | Aeropuerto Internacional de Gimhae                     | Vietnam Airlines |                   |                       |
| Seúl                | Aeropuerto Internacional de Incheon                    | Asiana Airlines Jeju Air Korean Air T'way Airlines VietJet Air Vietnam Airlines                                                         | B737 A32x         |                       |
| EAU                 |                                                        | |                   |                       |
| Dubái               | Aeropuerto Internacional de Dubái                      | Emirates |                   |                       |
| Filipinas           |                                                        | |                   |                       |
| Manila              | Aeropuerto Internacional Ninoy Aquino                  | AirAsia Philippines Cebu Pacific Air Philippine Airlines VietJet Air                                                                    | A320-200 A32x     |                       |
| Hong Kong           |                                                        | |                   |                       |
| Hong Kong           | Aeropuerto Internacional de Hong Kong                  | Cathay Pacific Hong Kong Airlines Jetstar Pacific Airlines VietJet Air Vietnam Airlines United Airlines (Inicia 26 de octubre del 2025) | A3xx A32xceo A32x |                       |
| India               |                                                        | |                   |                       |
| Bombay              | Aeropuerto Internacional Chhatrapati Shivaji           | VietJet Air | A32x              |                       |
| Calcuta             | Aeropuerto Internacional Netaji Subhash Chandra Bose   | IndiGo | A3xx              |                       |
| Delhi               | Aeropuerto Internacional Indira Gandhi                 | VietJet Air | A32x              |                       |
| Guwahati            | Aeropuerto Internacional Lokpriya Gopinath Bordoloi    | Druk Air |                   |                       |
| Indonesia           |                                                        | |                   |                       |
| Denpasar            | Aeropuerto Internacional Ngurah Rai                    | VietJet Air Vietnam Airlines | A32x              |                       |
| Yakarta             | Aeropuerto Internacional Soekarno-Hatta                | VietJet Air Vietnam Airlines | A32x              |                       |
| Irán                |                                                        | |                   |                       |
| Teherán             | Aeropuerto Internacional Imán Jomeini                  | Mahan Air (Chárter Estacional) |                   |                       |
| Japón               |                                                        | |                   |                       |
| Fukuoka             | Aeropuerto de Fukuoka                                  | Vietnam Airlines |                   |                       |
| Nagoya              | Aeropuerto Internacional Chūbu Centrair                | Vietnam Airlines |                   |                       |
| Osaka               | Aeropuerto Internacional de Kansai                     | VietJet Air Vietnam Airlines | A32x              |                       |
| Tokio               | Aeropuerto Internacional de Haneda                     | Japan Airlines |                   |                       |
| Tokio               | Aeropuerto Internacional de Narita                     | All Nippon Airways Japan Airlines Northwest Airlines (histórica) Vietnam Airlines                                                       |                   |                       |
| Laos                |                                                        | |                   |                       |
| Pakse               | Aeropuerto Internacional de Pakse                      | Lao Airlines |                   |                       |
| Malasia             |                                                        | |                   |                       |
| Johor Bahru         | Aeropuerto Internacional de Senai                      | AirAsia | A3xx              |                       |
| Kuala Lumpur        | Aeropuerto Internacional de Kuala Lumpur               | AirAsia Malaysia Airlines Malindo Air VietJet Air Vietnam Airlines                                                                      | A3xx A32x         |                       |
| Penang              | Aeropuerto Internacional de Penang                     | AirAsia | A3xx              |                       |
| Birmania            |                                                        | |                   |                       |
| Rangún              | Aeropuerto Internacional de Rangún                     | Vietnam Airlines |                   |                       |
| Catar               |                                                        | |                   |                       |
| Doha                | Aeropuerto Internacional Hamad                         | Qatar Airways |                   |                       |
| Singapur            |                                                        | |                   |                       |
| Singapur            | Aeropuerto Internacional de Singapur                   | Jetstar Pacific Airlines Scoot Singapur Airlines VietJet Air Vietnam Airlines                                                           | A32xceo A32x      |                       |
| Tailandia           |                                                        | |                   |                       |
| Bangkok             | Aeropuerto Internacional Don Mueang                    | Nok Air Thai AirAsia Thai Lion Air | A32x B737         |                       |
| Bangkok             | Aeropuerto Internacional Suvarnabhumi                  | Jetstar Pacific Airlines Thai Airways VietJet Air Vietnam Airlines Bamboo Airways                                                       | A32xceo A32x      |                       |
| Chiang Mai          | Aeropuerto Internacional de Chiang Mai                 | VietJet Air | A32x              |                       |
| Phuket              | Aeropuerto Internacional de Phuket                     | VietJet Air | A32x              |                       |
| Taiwán              |                                                        | |                   |                       |
| Kaohsiung           | Aeropuerto Internacional de Kaohsiung                  | VietJet Air Vietnam Airlines | A32x              |                       |
| Taipéi              | Aeropuerto Internacional de Taiwán Taoyuan             | China Airlines EVA Air StarLux Airlines Uni Air VietJet Air Vietnam Airlines                                                            | A3xx A32x         |                       |
| Taichung            | Aeropuerto de Taichung                                 | Mandarín Airlines VietJet Air | A32x              |                       |
| Tainan              | Aeropuerto de Tainan                                   | VietJet Air | A32x              |                       |
| Europa              |                                                        | |                   |                       |
| Alemania            |                                                        | |                   |                       |
| Fráncfort del Meno  | Aeropuerto de Fráncfort del Meno                       | Vietnam Airlines |                   |                       |
| Múnich              | Aeropuerto Internacional de Múnich-Franz Josef Strauss | Vietnam Airlines (inicia 2 de octubre de 2024)                                                                                          | B787-9            |                       |
| Finlandia           |                                                        | |                   |                       |
| Helsinki            | Aeropuerto de Helsinki-Vantaa                          | Finnair (Estacional) | A3x0              |                       |
| Francia             |                                                        | |                   |                       |
| París               | Aeropuerto de París-Charles de Gaulle                  | Air France Vietnam Airlines |                   |                       |
| Polonia             |                                                        | |                   |                       |
| Varsovia            | Aeropuerto de Varsovia-Frédéric Chopin                 | LOT Polish Airlines (Chárter Estacional)                                                                                                |                   |                       |
| Reino Unido         |                                                        | |                   |                       |
| Londres             | Aeropuerto de Londres-Heathrow                         | Vietnam Airlines |                   |                       |
| Rusia               |                                                        | |                   |                       |
| Moscú               | Aeropuerto Internacional de Moscú-Sheremetievo         | Aeroflot |                   |                       |
| Suiza               |                                                        | |                   |                       |
| Zürich              | Aeropuerto Internacional de Zúrich                     | Edelweiss Air | A340-313X         |                       |
| Turquía             |                                                        | |                   |                       |
| Estambul            | Aeropuerto Internacional de Estambul                   | Turkish Airlines |                   |                       |
| Oceanía             |                                                        | |                   |                       |
| Australia           |                                                        | |                   |                       |
| Melbourne           | Aeropuerto Internacional Tullamarine                   | Vietnam Airlines Jetstar Airways |                   |                       |
| Sídney              | Aeropuerto Internacional Kingsford Smith               | Vietnam Airlines Jetstar Airways |                   |                       |

### Aerolíneas de carga
- Air France Cargo (París-Charles de Gaulle)
- Asiana Cargo (Seúl-Incheon)
- Cargolux (Luxemburgo)
- China Airlines Cargo (Taipéi-Taiwán Taoyuan)
- EVA Air Cargo (Taipéi-Taiwán Taoyuan)
- FedEx Express
- K-Mile (Transmile Air Services) (desconocido)
- Korean Air Cargo (Seúl-Inchon)
- Shanghai Airlines Cargo (Shanghái-Pudong)

## Estadísticas
Ver fuente y consulta Wikidata.

## El futuro del aeropuerto
El actual aeropuerto Tan Son Nhat está ubicado dentro de la ciudad de Ho Chi Minh City, y debido a su limitado espacio de ampliación así como motivos de seguridad se vuelve verdaderamente complicado mejorar el aeropuerto para atender a la demanda. Por esa razón, en una reciente decisión del primer ministro de Vietnam, se construirá un nuevo aeropuerto - Aeropuerto Internacional Long Thanh - que reemplazará al aeropuerto Tan Son Nhat para los vuelos internacionales. El plan director del nuevo aeropuerto fue aprobado en abril de 2006. El nuevo aeropuerto será construido en Long Thanh county, provincia de Dong Nai, a unos 50 kilómetros al noreste de Ho Chi Minh City y a 70 kilómetros al noroeste de la ciudad petrolífera de Vung Tau, cerca de la autovía 51A. El estudio de viabilidad del nuevo proyecto se encuentra en curso. El aeropuerto internacional Long Thanh será construido en un área de 50 kilómetros cuadrados, y tendrá 4 pistas (4,000 x 60 metros o 13,100 x 200 pies) y será capaz de atender al avión jumbo Airbus A380. El proyecto se dividirá en dos etapas. La primera etapa incluye la construcción de dos pistas paralelas y una terminal con una capacidad de 20 millones de pasajeros al año, y estaría completada en 2010. La segunda etapa se espera que esté concluida en 2015, dejando al aeropuerto con tres terminales de pasajeros y una terminal de carga diseñada para atender 5 millones de toneladas de carga al año. La inversión total del proyecto se estima que ronda los 8000 millones de dólares. Una vez que el aeropuerto internacional Long Thanh sea completado, el aeropuerto Tan Son Nhat atenderá solo vuelos de cabotaje. Se espera que el aeropuerto internacional Long Thanh sea el principal aeropuerto de la península de Indochina, y uno de los aeropuertos con más tráfico del sureste asiático.